# Do What I Say
Do What I Say (укр. Роби, що я кажу!) — сингл шведського реп-метал гурту Clawfinger. Виданий 1995 року.

## Відеокліп
До пісні був відзнятий відеокліп. Представлений 1995 року. На відео показано будинок заможних господарів, у якому мешкає хлопчик, що під час приспіву промовляє рядки: «When I grow up, there will be a day, when everybody has to do what I say.» та викрикує.

## Трек-лист
1. Do What I Say 4:24
2. I Don't Want To (Previously Unreleased) 3:55
3. Pin Me Down (Live) 4:02
4. Do What I Say (Hangar Remix) 5:02